# Dessewffy János
Dessewffy János (1500 – 1568. július 22.) királyi főudvarmester és kamarai elnök, Pozsega vármegye előbb valós, majd örökös főispánja. A Dessewffy család tagjai közül egyike volt azoknak, akik nagyban hozzájárultak a család felemelkedéséhez.

## Életrajza
A Váradnál elesett Dessewffy László fia volt. 1525-ben már Pozsega vármegye főispánja, rhodusi vitéz, és királyi főajtónálló volt. 1525-ben örökös főispánságot, pallosjogot nyert és a család ősi buzogányt tartó férfi kardot ábrázoló címeréhez - mely a család egy ősének a tatárok elleni harcban elvesztett jobb karját jelképezi - egy egyfejű koronás sast nyert bővítésül. János továbbá örökölte a rudinai apátság kegyúri jogát is.
1554-ben a királyi kamara elnöke és fő-udvarmestere lett, 1558-ban pedig, mikor a Tarczay családtól a király hűtlenségük miatt elvette a Sáros megyei Tarkő várát, azt is megnyerte királyi adományként. Így Pozsega vármegyéből, Szlavóniából, hol a törökök javait elfoglalták és feldúlták áttelepült Magyarországra, Sáros megyébe, és később innen vette másik előnevét is.
Felesége és gyermeke nem volt. Hat fiútestvére közül 4 korán, harctéren esett el. Közülük csak a Váradnál elesett Lászlónak maradt egy fiúgyermeke, akit ugyancsak Jánosnak hívtak, és ki Pesthy Annát vette nőül.
1567-ben, röviddel halála előtt tett végrendeletében vagyona e Jánosra szállt, s ő vitte tovább a családi ágat is.